# Mumbai City Football Club 2024-2025
Questa voce raccoglie le informazioni riguardanti il Mumbai City nelle competizioni ufficiali della stagione 2024-2025.

## Organico

### Rosa
| N. |                        | Ruolo | Calciatore            |
| -- | ---------------------- | ----- | --------------------- |
| 1  | India (bandiera)       | P     | Phurba Lachenpa       |
| 3  | India (bandiera)       | D     | Valpuia               |
| 4  | Spagna (bandiera)      | D     | Tiri                  |
| 5  | India (bandiera)       | D     | Mehtab Singh          |
| 6  | India (bandiera)       | A     | Vikram Partap Singh   |
| 7  | India (bandiera)       | A     | Lallianzuala Chhangte |
| 8  | Paesi Bassi (bandiera) | C     | Yoëll van Nieff       |
| 9  | Grecia (bandiera)      | A     | Nikos Karelīs         |
| 10 | India (bandiera)       | C     | Brandon Fernandes     |
| 11 | Spagna (bandiera)      | A     | Jorge Ortiz           |
| 13 | Siria (bandiera)       | D     | Thaer Krouma          |
| 14 | Francia (bandiera)     | C     | Jérémy Manzorro       |
| 15 | India (bandiera)       | D     | Sanjeev Stalin        |
| 16 | India (bandiera)       | C     | Franklin Nazareth     |
| 17 | India (bandiera)       | C     | Supratim Das          |
| 18 | India (bandiera)       | C     | Hitesh Sharma         |

| N. |                   | Ruolo | Calciatore             |
| -- | ----------------- | ----- | ---------------------- |
| 19 | India (bandiera)  | A     | Daniel Lalhlimpuia     |
| 20 | India (bandiera)  | A     | Jayesh Rane            |
| 21 | Spagna (bandiera) | C     | Jon Toral              |
| 22 | India (bandiera)  | D     | Halen Nongtdu          |
| 23 | India (bandiera)  | P     | Rehenesh TP            |
| 27 | India (bandiera)  | D     | Nathan Asher Rodrigues |
| 28 | India (bandiera)  | A     | Ayush Chhikara         |
| 29 | India (bandiera)  | A     | Bipin Singh            |
| 31 | India (bandiera)  | D     | Akash Mishra           |
| 32 | India (bandiera)  | P     | Ahan Prakash           |
| 33 | India (bandiera)  | D     | Prabir Das             |
| 36 | India (bandiera)  | D     | Sahil Panwar           |
| 77 | India (bandiera)  | C     | Gyamar Nikum           |
| 92 | India (bandiera)  | A     | Noufal PN              |
| 93 | India (bandiera)  | D     | Hardik Bhatt           |

### Staff tecnico
- Petr Kratky - Allenatore
- Hiroshi Miyazawa - Assistente
- Clifford Miranda - Assistente
- Denis Kavan - Preparatore atletico

## Calciomercato
| Acquisti | Acquisti               | Acquisti        | Acquisti      |
| R.       | Nome                   | da              | Modalità      |
| -------- | ---------------------- | --------------- | ------------- |
| P        | Rehenesh TP            | Jamshedpur      | Definitivo    |
| P        | Phurba Lachenpa        |                 |               |
| P        | Ahan Prakash           |                 |               |
| D        | Tiri                   |                 |               |
| D        | Sanjeev Stalin         |                 |               |
| D        | Halen Nongtdu          |                 |               |
| D        | Nathan Asher Rodrigues |                 |               |
| D        | Valpuia                |                 |               |
| D        | Hardik Bhatt           | Rajasthan Utd   | Definitivo    |
| D        | Mehtab Singh           |                 |               |
| D        | Akash Mishra           |                 |               |
| D        | Thaer Krouma           |                 | [ 5 ]         |
| D        | Sahil Panwar           |                 | Svincolato    |
| C        | Brandon Fernandes      | FC Goa          | Definitivo    |
| C        | Naorem Tondonba Singh  | Delhi           | Fine prestito |
| C        | Rowllin Borges         | FC Goa          | Fine prestito |
| C        | Franklin Nazareth      |                 |               |
| C        | Jérémy Manzorro        | Jamshedpur      | Definitivo    |
| C        | Jon Toral              | OFI Creta       | Definitivo    |
| C        | Yoëll van Nieff        |                 |               |
| C        | Hitesh Sharma          | Odisha          | Prestito      |
| C        | Supratim Das           | RF Young Champs | Definitivo    |
| C        | Gyamar Nikum           | Inter Kashi     | Fine prestito |
| A        | Noufal PN              | Gokulam Kerala  | Definitivo    |
| A        | Jayesh Rane            | Bengaluru       | Definitivo    |
| A        | Vikram Partap Singh    |                 |               |
| A        | Lallianzuala Chhangte  |                 |               |
| A        | Daniel Lalhlimpuia     |                 | Svincolato    |
| A        | Ayush Chhikara         |                 |               |
| A        | Bipin Singh            |                 |               |
| A        | Nikos Karelīs          | Panaitōlikos    | Definitivo    |

| Cessioni | Cessioni              | Cessioni        | Cessioni   |
| R.       | Nome                  | a               | Modalità   |
| -------- | --------------------- | --------------- | ---------- |
| P        | Mohammad Nawaz        | Chennaiyin      | Definitivo |
| P        | Bhaskar Roy           |                 | Svincolato |
| D        | Naocha Singh          | Kerala Blasters | Definitivo |
| D        | Rahul Bheke           | Bengaluru       | Definitivo |
| C        | Alberto Noguera       | Bengaluru       | Definitivo |
| C        | Vinit Rai             | Punjab FC       | Definitivo |
| C        | Naorem Tondonba Singh |                 | Svincolato |
| C        | Rowllin Borges        |                 | Svincolato |
| C        | Lalengmawia           | Mohun Bagan SG  | Definitivo |
| C        | Seilenthang Lotjem    | Sreenidi Deccan | Prestito   |
| A        | Gurkirat Singh        | Chennaiyin      | Definitivo |
| A        | Jorge Pereyra Díaz    | Bengaluru       | Definitivo |
| A        | Jakub Vojtuš          |                 | Svincolato |
| A        | Iker Guarrotxena      | FC Goa          | Definitivo |
| A        | Chanso Horam          | Rajasthan Utd   | Definitivo |

### Mercato invernale
| Acquisti | Acquisti    | Acquisti               | Acquisti   |
| R.       | Nome        | da                     | Modalità   |
| -------- | ----------- | ---------------------- | ---------- |
| D        | Prabir Das  | Kerala Blasters        | Prestito   |
| A        | Jorge Ortiz | Shenzhen Xin Pengcheng | Definitivo |

| Cessioni | Cessioni      | Cessioni        | Cessioni |
| R.       | Nome          | a               | Modalità |
| -------- | ------------- | --------------- | -------- |
| D        | Hardik Bhatt  | Sreenidi Deccan | Prestito |
| D        | Halen Nongtdu | Gokulam Kerala  | Prestito |

## Risultati

### Indian Super League
| Arbitro: | Kundu H. |

|                                    |           |                           |
| Manvir Singh 9’ (A.g.) Alberto 28’ | Marcatori | 70’ Tiri 90’ Thaer Krouma |

| Arbitro: | Das S. |

|                                           |           |                                       |
| Jordan Murray 36’ Javi Hernández 44’, 50’ | Marcatori | 18’ Nikos Karelīs 77’ Yoëll van Nieff |

| Mumbai 2 ottobre 2024, ore 16:00 UTC+5:30 4ª giornata | Mumbai City | 0 – 0 referto | Bengaluru | Mumbai Football Arena\| Arbitro: \| Nathan S. \| |
| Arbitro:                                              | Nathan S.   |               |           |                                                  |

| Margao 19 ottobre 2024, ore 13:30 UTC+5:30 5ª giornata                                            | FC Goa    | 1 – 2 referto                         | Mumbai City | Fatorda Stadium |
| \| \| \| \| \| Armando Sadiku 55’ (Rig.) \| Marcatori \| 21’ Nikos Karelīs 40’ Yoëll van Nieff \| |           |                                       |             |                 |
|                                                                                                   |           |                                       |             |                 |
| Armando Sadiku 55’ (Rig.)                                                                         | Marcatori | 21’ Nikos Karelīs 40’ Yoëll van Nieff |             |                 |

| Arbitro: | Kumar Gupta R. |

|                   |           |                 |
| Nikos Karelīs 23’ | Marcatori | 14’ Roy Krishna |

| Mumbai 3 novembre 2024, ore 16:00 UTC+5:30 7ª giornata | Mumbai City | 4 – 2 referto                             | Kerala Blasters | Mumbai Football Arena (6 137 spett.) |
| \| \| \| \| \| Nikos Karelīs 10’, 55’ (Rig.) Nathan Asher Rodrigues 75’ Lallianzuala Chhangte 90’ (Rig.) \| Marcatori \| 57’ (Rig.) Jesús Jiménez 71’ Kwame Peprah \| |             |                                           |                 |                                      |
| |             |                                           |                 |                                      |
| Nikos Karelīs 10’, 55’ (Rig.) Nathan Asher Rodrigues 75’ Lallianzuala Chhangte 90’ (Rig.)                                                                             | Marcatori   | 57’ (Rig.) Jesús Jiménez 71’ Kwame Peprah |                 |                                      |

| Arbitro: | Kumar Gupta R. |

|                  |           |                            |
| Ryan Edwards 61’ | Marcatori | 64’ Nathan Asher Rodrigues |

| Arbitro: | Mondal P. |

|  |           |                                                                 |
|  | Marcatori | 45+1’ Ezequiel Vidal 53’ (Rig.) Luka Majcen 84’ Mushaga Bakenga |

| Arbitro: | Nagvenkar T. |

|                  |           |  |
| Mehtab Singh 29’ | Marcatori |  |

| Bhubaneswar 5 dicembre 2024, ore 15:00 UTC+5:30 11ª giornata | Odisha      | 0 – 0 referto | Mumbai City | Kalinga Stadium\| Arbitro: \| Banerjee P. \| |
| Arbitro:                                                     | Banerjee P. |               |             |                                              |

| Arbitro: | Ramdasan K. |

|  |           |                         |
|  | Marcatori | 49’ Vikram Partap Singh |

| Arbitro: | Kumar A. |

|                  |           |  |
| Nikos Karelīs 8’ | Marcatori |  |

| Arbitro: | Nathan S. |

|  |           |                                                      |
|  | Marcatori | 1’, 83’ Alaeddine Ajaraie 86’ Macarton Louis Nickson |

| Arbitro: | Kumar Gupta R. |

|                                                |           |                                                  |
| Sahil Panwar 66’ (A.g.) David Lalhlansanga 83’ | Marcatori | 39’ Lallianzuala Chhangte 43’, 87’ Nikos Karelīs |

| Arbitro: | Mondal P. |

|  |           |                                                             |
|  | Marcatori | 64’ Sanan Mohammed K 86’ Jordan Murray 90+6’ Javi Hernández |

| Arbitro: | Kumar A. |

|                   |           |                   |
| Luka Majcen 54+1’ | Marcatori | 58’ Nikos Karelīs |

| Arbitro: | Venkatesh R. |

|                                                                   |           |  |
| Gaurav Bora 72’ (A.g.) Lallianzuala Chhangte 78’ Thaer Krouma 82’ | Marcatori |  |

| Mumbai 31 gennaio 2025, ore 15:00 UTC+5:30 20ª giornata | Mumbai City | 0 – 0 referto | East Bengal | Mumbai Football Arena\| Arbitro: \| Kundu H. \| |
| Arbitro:                                                | Kundu H.    |               |             |                                                 |

| Arbitro: | Mondal P. |

|  |           |                                             |
|  | Marcatori | 41’ Bipin Singh 90+2’ Lallianzuala Chhangte |

| Arbitro: | Kumar Gupta R. |

|                                    |           |                                             |
| Lallianzuala Chhangte 90+7’ (Rig.) | Marcatori | 24’, 41’ Iker Guarrotxena 64’ Borja Herrera |

| Hyderabad 19 febbraio 2025, ore 15:00 UTC+5:30 23ª giornata | Hyderabad | 0 – 0 referto | Mumbai City | GMC Balayogi Stadium\| Arbitro: \| Kumar A. \| |
| Arbitro:                                                    | Kumar A.  |               |             |                                                |

| Arbitro: | Nagvenkar T. |

|                                          |           |                                         |
| Jon Toral 57’ Nathan Asher Rodrigues 89’ | Marcatori | 33’ Jamie Maclaren 42’ Dimitri Petratos |

| Arbitro: | Nathan S. |

|                  |           |  |
| Kwame Peprah 52’ | Marcatori |  |

| Arbitro: | Venkatesh R. |

|  |           |                                                   |
|  | Marcatori | 8’ Lallianzuala Chhangte 37’ (Rig.) Nikos Karelīs |

La partita del 7 febbraio 2025 tra NorthEast United e Mumbai City non si è giocata a Guwahati ma a Shillong, nello Jawaharlal Nehru Stadium.

#### Andamento in campionato
| Giornata  | 1 | 2  | 3  | 4  | 5 | 6 | 7 | 8 | 9 | 10 | 11 | 12 | 13 | 14 | 15 | 16 | 17 | 18 | 19 | 20 | 21 | 22 | 23 | 24 | 25 | 26 |
| --------- | - | -- | -- | -- | - | - | - | - | - | -- | -- | -- | -- | -- | -- | -- | -- | -- | -- | -- | -- | -- | -- | -- | -- | -- |
| Luogo     | T | T  | X  | C  | T | C | C | T | C | C  | T  | T  | C  | C  | T  | C  | T  | C  | X  | C  | T  | C  | T  | C  | T  | T  |
| Risultato | N | P  | X  | N  | V | N | V | N | P | V  | N  | V  | V  | P  | V  | P  | N  | V  | X  | N  | V  | P  | N  | N  | P  | V  |
| Posizione | 7 | 10 | 11 | 11 | 7 | 9 | 6 | 8 | 9 | 7  | 8  | 6  | 4  | 7  | 5  | 6  | 6  | 5  | 6  | 6  | 5  | 6  | 6  | 5  | 7  | 6  |

Legenda:

Luogo: C = Casa; T = Trasferta. Risultato: V = Vittoria; N = Pareggio; P = Sconfitta.

#### Qualificazione
| Arbitro: | Kundu H. |

| |           |  |
| Suresh Singh Wangjam 9’ Édgar Méndez 42’ (Rig.) Ryan Dale Williams 62’ Sunil Chhetri 76’ Jorge Pereyra Díaz 83’ | Marcatori |  |

### Super Cup

#### Ottavi di finale
| Bhubaneswar 23 aprile 2025, ore 16:30 UTC+5:30                                                     | Mumbai City | 4 – 0 referto | Chennaiyin | Kalinga Stadium |
| \| \| \| \| \| Nikos Karelīs 43’ Lallianzuala Chhangte 64’, 86’ Bipin Singh 90’ \| Marcatori \| \| |             |               |            |                 |
| |             |               |            |                 |
| Nikos Karelīs 43’ Lallianzuala Chhangte 64’, 86’ Bipin Singh 90’                                   | Marcatori   |               |            |                 |

#### Quarti di finale
| Arbitro: | Nagvenkar T. |

|  |           |                           |
|  | Marcatori | 72’ Lallianzuala Chhangte |

#### Semifinali
| Bhubaneswar 30 aprile 2025, ore 16:30 UTC+5:30      | Mumbai City | 0 – 1 referto     | Jamshedpur | Kalinga Stadium |
| \| \| \| \| \| \| Marcatori \| 87’ Rei Tachikawa \| |             |                   |            |                 |
|                                                     |             |                   |            |                 |
|                                                     | Marcatori   | 87’ Rei Tachikawa |            |                 |

### Durand Cup
Nella competizione il Mumbai City partecipa con la squadra riserve, allenata da Mohan Dass.
| Arbitro: | Venkatesh R |

|  |           |                                                                              |
|  | Marcatori | 32’, 50’, 76’ Noah Sadaoui 39’, 45’, 53’ Kwame Peprah 86’, 87’ Ishan Pandita |

| Arbitro: | Lakshay |

|  |           |                                    |
|  | Marcatori | 3’ Santosh Kumar 90+7’ Sahil Kumar |

| Arbitro: | Senthil Nathan S |

|                                                       |           |  |
| Mushaga Bakenga 62’, 90+8’ (Rig.) Filip Mrzljak 90+2’ | Marcatori |  |

#### Andamento in campionato
| Giornata  | 1 | 2 | 3 |  |
| --------- | - | - | - |  |
| Luogo     | C | C | T |  |
| Risultato | P | P | P |  |
| Posizione | 4 | 4 | 4 |  |

Legenda:

Luogo: C = Casa; T = Trasferta. Risultato: V = Vittoria; N = Pareggio; P = Sconfitta.